# 蘇蘇瓦山
蘇蘇瓦山是的一座盾状火山，位於肯尼亞的納羅克和首都内罗毕之間的東非大裂谷，海拔高度2,356米，底部直徑超過20公里，山頂的破火山口長12公里、寬8公里。